# JScript
JScript é o dialeto herdado da Microsoft do padrão ECMAScript usado no navegador Internet Explorer da Microsoft.
JScript é implementado como um mecanismo de script ativo. Isso significa que ele pode ser "conectado" a aplicativos de automação OLE que oferecem suporte a scripts ativos, como Internet Explorer, Active Server Pages e Windows Script Host. Isso também significa que esses aplicativos podem usar várias linguagens de script ativo, por exemplo, JScript, VBScript ou PerlScript.
O JScript foi suportado pela primeira vez no navegador Internet Explorer 3.0 lançado em agosto de 1996. Sua versão mais recente é o JScript 9.0, incluído no Internet Explorer 9.
JScript 10.0 é um dialeto separado, também conhecido como JScript .NET, que adiciona vários novos recursos da quarta edição abandonada do padrão ECMAScript. Ele deve ser compilado para o .NET Framework versão 2 ou versão 4, mas as anotações de tipo estático são opcionais.
O JScript foi criticado por ser inseguro e ter vários problemas de segurança “explorados por atores do estado-nação”, levando a Microsoft a adicionar uma opção para desativá-lo.